# Háje nad Jizerou

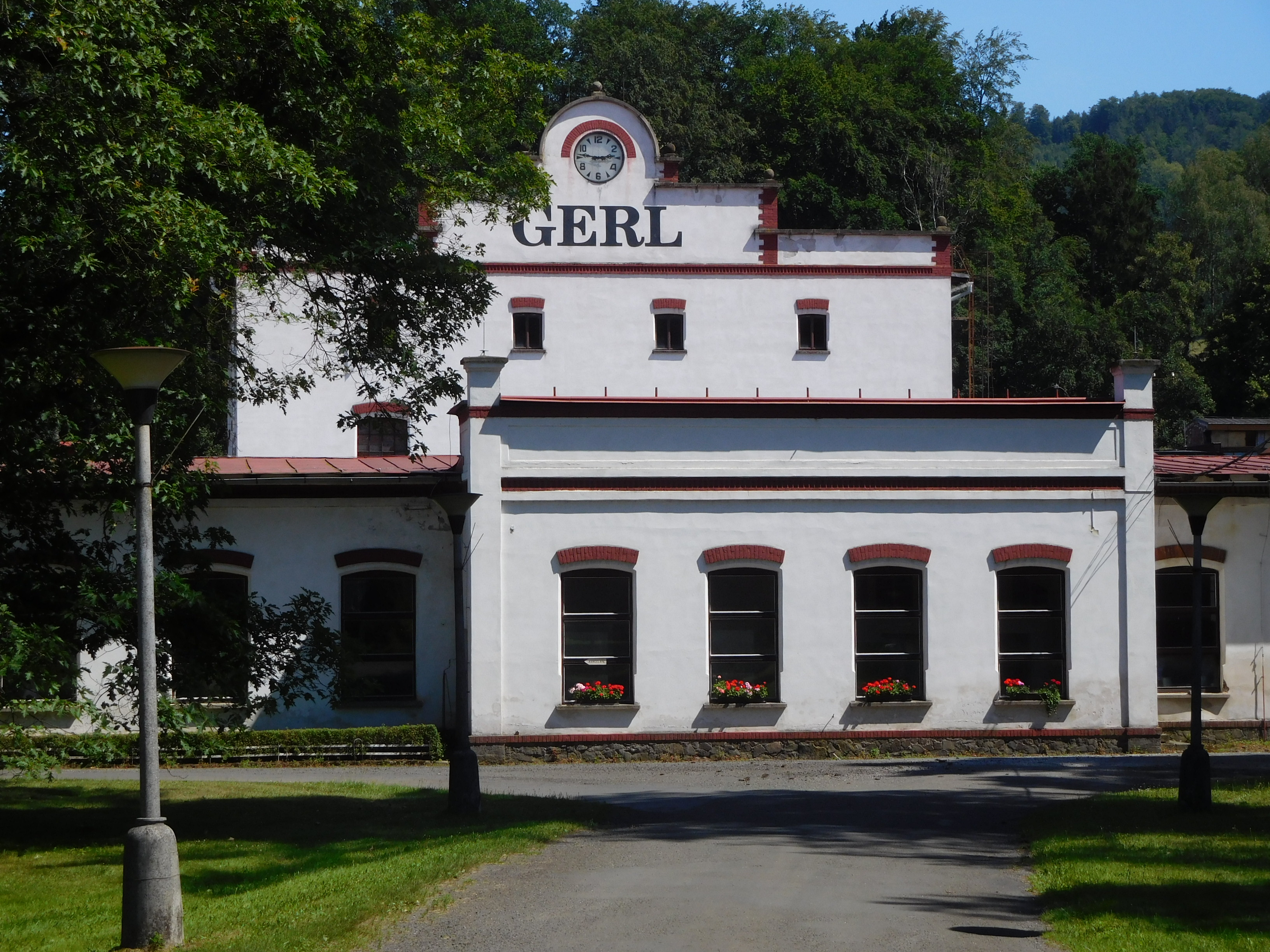
Textilfabrik GERL

Háje nad Jizerou (deutsch: Haje) ist eine Gemeinde im Okres Semily, Liberecký kraj in Tschechien.

## Geschichte
Der an der Iser gelegene Ort wurde 1636 erstmals urkundlich erwähnt. 

## Gemeindegliederung
Die Gemeinde Háje nad Jizerou besteht aus den Ortsteilen Háje nad Jizerou (Haje), Dolní Sytová (Niedersittau),  Loukov (Loukow) und  Rybnice (Ribnitz).
Das Gemeindegebiet gliedert sich in die Katastralbezirke Dolní Sytová, Háje nad Jizerou und  Rybnice.

## Söhne und Töchter der Gemeinde
- Stanislav Feikl (1883–1933), Maler